# Día de la Nakba

La Nakba: campamento de refugiados palestinos de Jaramana, cerca de Damasco (Siria).

El día de la Nakba (árabe: يوم النكبة Yawm an-Nakba, «Día de la Catástrofe») es un día de luto nacional entre los palestinos que evoca la Nakba, la expulsión o huida de gran parte de la población palestina de sus hogares como consecuencia del nacimiento del Estado de Israel en 1948. Se suele conmemorar el 15 de mayo, justo después del 14 de mayo, día del calendario gregoriano en el que los israelíes declararon su independencia. La conmemoración oficial de este día fue proclamada por primera vez por Yasir Arafat en 1998, coincidiendo con el cincuenta aniversario del nacimiento de Israel.

## La Nakba

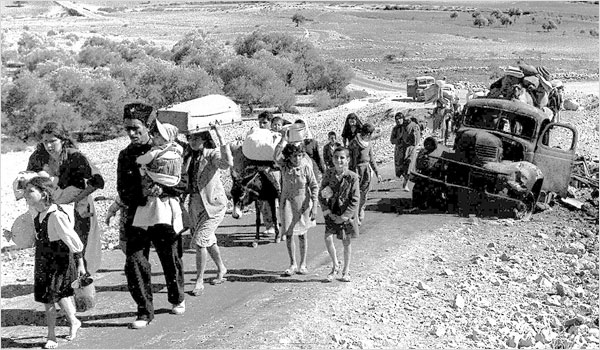
Refugiados palestinos en 1948

Antes y durante la guerra árabe-israelí de 1948, más de 700.000 palestinos (unos dos tercios de la población total) huyeron o fueron expulsados de sus tierras en la Palestina histórica ante el avance de las tropas judías, mientras que cientos de pueblos y ciudades palestinos fueron despoblados y arrasados.
A la conclusión del conflicto, Israel negó a estos refugiados el derecho de retorno a sus hogares, declarando sus propiedades «ausentes» y confiscándolas. La ONU creó decenas de campamentos de refugiados en los países limítrofes a través de UNRWA, una agencia creada ad hoc para dar una solución transitoria al problema. Estos refugiados y sus descendientes suman a comienzos de 2018 varios millones de personas, divididos entre Jordania (2.247.768), Líbano (504.376), Siria (630.035), Cisjordania (970.633) y la Franja de Gaza (1.388.668), con al menos otro cuarto de millón de desplazados internos dentro de Israel. El desalojo, desposesión y éxodo del pueblo palestino es conocido en el mundo árabe como an-Nakba, que significa «catástrofe» o «desastre».
Antes de la adopción de este término por el movimiento nacionalista palestino, el «Año de la Catástrofe» entre los árabes hacía referencia a 1920, cuando las grandes potencias coloniales europeas dividieron el Imperio otomano en un conjunto de estados separados por líneas trazadas por dichas potencias. El término Nakba apareció por primera vez relacionado con el éxodo palestino de 1948 en el verano de aquel mismo año, siendo el escritor sirio Constantin Zureiq quien lo empleó en su trabajo Maʿnā an-Nakba (El significado de la Nakba, publicado en inglés en 1956).
Al principio, el uso del término Nakba no fue universal entre los palestinos. Por ejemplo, muchos años después de 1948, los refugiados palestinos en Líbano evitaban e incluso se oponían activamente a dicha palabra porque otorgaba un carácter permanente a una situación que ellos veían como provisional. En los años cincuenta y los sesenta del siglo XX, los distintos términos usados para hacer referencia a la expulsión de los palestinos de sus tierras incluyeron al-'ightiṣāb (‘la violación’), el más eufemístico al-'unḥdāth (‘los acontecimientos’), al-hijra (‘el éxodo’) y lammā sharnā wa-tla'nā (‘cuando ennegrecimos nuestras caras y marchamos’). La Organización para la Liberación de Palestina (OLP) en Líbano prefería en los años setenta una narrativa de revolución y renovación sobre otra de evocación del desastre. En los años noventa, ante la percepción de que el derecho de retorno de los refugiados palestinos podría desaparecer de las negociaciones a cambio de la creación de un Estado de Palestina, el interés por la Nakba resurgió entre las organizaciones que representan a los refugiados en Líbano, en un intento de enviar un mensaje claro a la comunidad internacional de que ese derecho de retorno no era negociable. La naturaleza del conflicto palestino-israelí ha llevado a diversas personalidades palestinas, como el poeta Mahmud Darwish, a describir la Nakba como «un presente prolongado que promete continuar en el futuro».

## Fecha
El Día de la Nakba se conmemora normalmente el 15 de mayo, el día después de la fecha en que Israel declaró su independencia. En Israel, algunos colectivos palestinos han hecho coincidir la conmemoración de la Nakba con el Yom Ha'atzmaut (Día de la Independencia de Israel), que en Israel se celebra siguiendo el calendario hebreo (el 5 de Iyar, o poco antes o después). Debido a las diferencias entre los calendarios gregoriano y hebreo, el Día de Independencia de Israel y el Día de la Nakba pueden coincidir el mismo día o conmemorarse con semanas de separación; de hecho, suelen coincidir tan solo cada diecinueve años.

## Conmemoración

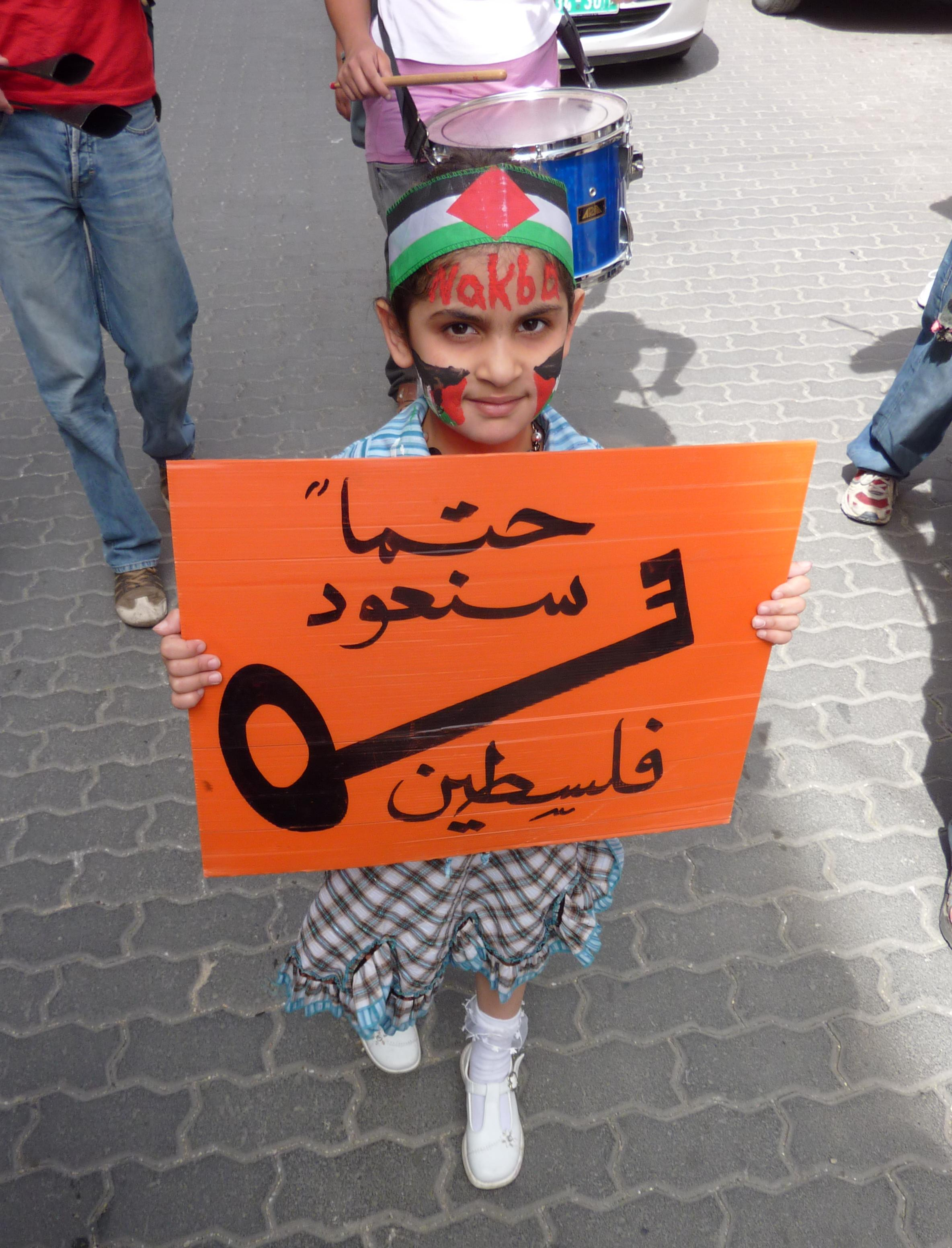
Niña palestina durante una protesta el Día de la Nakba de 2010 en Hebrón, Cisjordania. El cartel dice "Seguro que regresaremos, Palestina." La mayoría de los refugiados palestinos de Cisjordania son descendientes de refugiados originarios de zonas que Israel se anexionó en 1948. La llave es un símbolo de los hogares que los palestinos dejaron atrás durante la Nakba.

Ya en 1949, un año después de la creación del Estado de Israel, diversas ciudades cisjordanas (por entonces bajo ocupación jordana) conmemoraron el 15 de mayo con manifestaciones, huelgas, el izado de banderas negras y numerosas visitas a las tumbas de los asesinados durante la guerra de 1948. Estos acontecimientos fueron organizados por asociaciones de trabajadores y estudiantes, clubes deportivos y culturales, grupos de scouts, comités de refugiados y los Hermanos Musulmanes. Según el escritor Tamir Sorek, los que pronunciaron discursos en estas manifestaciones culparon a los gobiernos árabes y a la Liga Árabe por fracasar a la hora de «salvar Palestina». A finales de los años cincuenta, el 15 de mayo se conocía en el mundo árabe como el «Día de Palestina», descrito por los medios de comunicación en países árabes y musulmanes como un día de solidaridad internacional con Palestina.
Si bien los palestinos que resultaron desplazados internos en Israel tras la Guerra árabe-israelí de 1948 habían conmemorado la Nakba durante décadas, dicha conmemoración fue relativamente débil hasta comienzos de los noventa. Al principio, los recuerdos de la catástrofe se realizaban a título personal o comunal, y las familias o los habitantes de un pueblo dedicaban el día a reunirse en el sitio donde habían estado sus hogares antes de la Nakba. Pequeñas conmemoraciones del décimo aniversario de la tragedia se llevaron a cabo en forma de vigilias silenciosas entre los alumnos de un puñado de escuelas palestinas en Israel en 1958, incluso a pesar de los intentos de las autoridades israelíes de impedirlos. Las visitas a los lugares donde habían sido destruidos sus pueblos se hicieron cada vez más frecuentes después de los acontecimientos del Día de la Tierra en 1976. Tras el fracaso de la Conferencia de Madrid de 1991 a la hora de abordar el tema de los refugiados, se fundó la Asociación para la Defensa de los Derechos de los Desplazados Internos en Israel para organizar una Marcha del Regreso al lugar donde estuvo un pueblo arrasado diferente cada año, realizada el 15 de mayo con el fin de hacer visible el asunto en la opinión pública israelí.
A comienzos de los noventa, las conmemoraciones anuales del Día de la Nakba por parte de los ciudadanos israelíes de origen palestino obtuvieron un lugar prominente en el discurso público de la comunidad.
Meron Benvenisti escribe que fueron "...los árabe-israelíes quienes enseñaron a los habitantes de los territorios a conmemorar el Día de la Nakba." El Comité Nacional Unido del Levantamiento, perteneciente a la OLP, llamó a los palestinos a conmemorar el 15 de mayo como un día de luto nacional durante la Primera Intifada que dio comienzo en 1988. La primera conmemoración oficial fue inaugurada por Yasir Arafat en 1998, haciéndola coincidir con las celebraciones del cincuentenario de la creación del Estado de Israel.

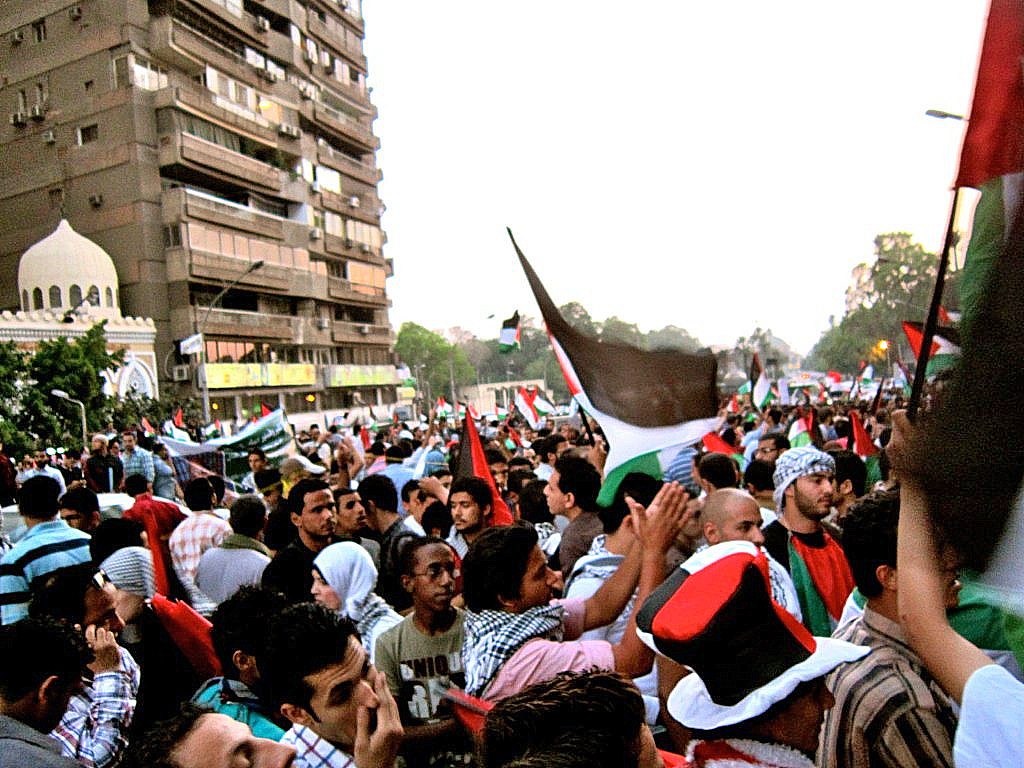
Protestas del Día de la Nakba en El Cairo.

El Día de la Nakba se suele caracterizar por discursos y manifestaciones entre los habitantes palestinos de Israel, Cisjordania y Franja de Gaza, en los campamentos de refugiados palestinos de los estados árabes vecinos y en otros lugares a lo largo de todo el mundo. Las protestas a veces desembocan en enfrentamientos entre los manifestantes palestinos y el ejército israelí tanto en Cisjordania y como en la Franja de Gaza y Jerusalén Este, todas ellas ocupadas por Israel desde 1967. El carácter pacífico o violento de las conmemoraciones suele depender del contexto en el que tienen lugar y de la reacción a las mismas de las fuerzas de seguridad israelíes. El primer año de conmemoración oficial, 1998, el ejército israelí mató a cuatro manifestantes palestinos y dejó heridos a otros 71. En cambio, las conmemoraciones de 1999 y 2000 fueron relativamente pacíficas, aunque en 2001, ya en el contexto de la Segunda Intifada, otros cuatro palestinos murieron a manos de las fuerzas de seguridad israelíes y docenas más resultaron heridos; también un ciudadano israelí murió a causa de un disparo.
En 2003 y 2004 hubo manifestaciones en Londres y Nueva York, respectivamente. En 2002 se creó Zochrot para organizar acontecimientos que incrementasen el conocimiento de la Nakba en hebreo, a fin de acercar a palestinos e israelíes a una reconciliación real. Zochrot es la forma plural femenina del término hebreo para "recordar". En 2005, el Día de la Nakba coincidió por primera vez en la historia con el Día de la Independencia de Israel.
El Día de la Nakba de 2011 tuvo lugar poco después de que el Knéset (el parlamento israelí) aprobase la Ley de la Nakba, que permitía reducir o suprimir la financiación de los grupos que conmemorasen de una manera negativa la independencia de Israel. Ese día, los palestinos de Cisjordania, la Franja de Gaza, Líbano y Siria marcharon hacia sus respectivas líneas de alto el fuego con Israel (Israel no tiene fronteras definitivas con Líbano, Siria y el Estado de Palestina, estando oficialmente en guerra con las dos primeras) y hacia los puestos de control militares en los territorios ocupados. Al menos veintidós palestinos murieron y cientos más resultaron heridos a causa de los disparos del ejército israelí, que abrió fuego cuando miles de manifestantes provenientes de Siria intentaron acceder a los Altos del Golán, territorio sirio ocupado por Israel desde 1967, en un incidente calificado por AFP como uno de los peores casos de violencia en la zona desde los acuerdos que llevaron a la tregua de 1974. El ejército israelí afirmó que sus tropas «dispararon selectivamente» hacia «centenares de manifestantes sirios», hiriendo a un número indeterminado en respuesta a su intento de cruzar a la zona controlada por Israel. Según la BBC, la Primavera Árabe había dado ímpetu a las manifestaciones del Día de la Nakba de 2011. En las marchas de Cisjordania, un palestino más resultó muerto y 125 fueron heridos por el ejército israelí. Durante las conmemoraciones de 2012 y 2013, miles de manifestantes palestinos protestaron en las principales ciudades de Cisjordania y la Franja de Gaza y hubo enfrentamientos, con heridos en ambos bandos, mientras que el Día de la Nakba de 2014 fue relativamente pacífico. Para el Día de la Nakba de 2018, que coincide con el Día de la Independencia de Israel y con el traslado oficial de la embajada estadounidense de Tel Aviv a Jerusalén, se prevén importantes movilizaciones en Cisjordania, Jerusalén Este y, sobre todo, en la Franja de Gaza.

## Objeciones a la conmemoración
Shlomo Avineri ha criticado la conmemoración del Día de la Nakba argumentando que un asunto más importante es el fracaso a la hora de solidificar un movimiento nacional más fuerte entre los ciudadanos palestinos que ayudase en el proceso de creación de una nación. A los ciudadanos israelíes de origen palestino también se los ha sido criticado por celebrar el Día de la Nakba cuando su nivel de vida es más alto que el de aquellos palestinos que viven fuera de Israel.
El 23 de marzo de 2011, el parlamento israelí (Knéset) aprobó, por 37 votos a favor y 25 en contra, una rectificación del presupuesto público por la que se otorgaba al Ministerio de Economía el poder de reducir o suprimir la financiación gubernamental a cualquier ONG israelí que conmemorase el Día de la Nakba. Una versión previa de esta ley, que estuvo bajo consideración del Knéset tanto en julio de 2001 como posteriormente en 2006, establecía que la conmemoración del Día de la Nakba era un crimen penado con un año de cárcel o una multa de 10.000 séquels. Los críticos con la ley argumentan que supone una restricción a la libertad de expresión y discurso, que atenta contra la igualdad y que impone condiciones que tratan de suprimir la conciencia nacional y la narrativa histórica del pueblo palestino.